# Baronia de la Pobla Tornesa
La Pobla Tornesa és una baronia formada al segle xvi que comprenia el Castell de Montornés (la Plana Alta), la Pobla Tornesa i Benicàssim. El 1515 La baronia fou adquirida pels Casalduc.
L'origen del llinatge dels Casalduc a la Baronia data dels primers anys del segle xvi i coincideix amb el moment en què Nicolau de Casalduc, anomenat l'antic en la documentació, procedeix a la compra de les terres de la Baronia de Benicàssim i Montornès, terres que comprenien a més de la Tinença de Montornès, els llocs i castells de la Pobla i de Benicàssim i el feu de Borriol. Dita compra es feu per 80.250 sous (moneda reial de València) el 13 de març de 1515
Posteriorment Nicolau agregà als seus senyorius la Baronia de la Serra.
Nicolau l'antic establí un fideïcomís o vincle sobre totes les seves propietats baronials, que és l'origen de la Tinença de Montornés i del llinatge dels Casalduc com senyors de les diferents Baronies fins al segle xviii. Dit fideïcomís és redactat per Nicolau el 3 de febrer de 1534 establint els béns que l'integraran i l'ordre d'herència d'aquest. Els béns inclosos en aquest foren:
- El Lloc de la Serra, i les Baronies de la Pobla, Benicàssim, Montornés i Borriol, amb els seus vassalls, i cases i termes d'aquests.
- Les cases grans situades en les Carrer dels Miquels de Castelló.
- El Molí fariner d'en Algamora, amb la casa i terres adjacents, amb quatre moles corrents, els útils i aparells que hi ha.

El 1701 pertanyia a Miquela Munyós (descendent de Casalduc i Funes), baronessa de la Pobla Tornesa, de Benicàssim i de la Serra d'En Galceran. La seua filla, Isabel Casalduc (congnominada anteriorment Ferrer de Plegamans i Munyós), heretà les baronies i es casà amb Manuel Vallès i Pallarès, cavaller de Montesa.